# Farrago racemosa
Farrago racemosa är en gräsart som beskrevs av Clayton. Farrago racemosa ingår i släktet Farrago och familjen gräs. Inga underarter finns listade i Catalogue of Life.